# منطقة شبيلي
منطقة شبيلي (بالصومالية: Gobolka Shabeele)‏ هي واحدة من تسع مناطق في المنطقة الصومالية في إثيوبيا. كانت تُعرف سابقًا باسم جودي وسميت بهذا الاسم نسبة إلى أكبر مدنها جودي. يحد شبيلي من الغرب أفدير، ومن الشمال الشرقي كوراهي. ومن الجنوب يحدها الخط الإداري المؤقت للصومال على طول حدود ولايتي هيرشبيلي وغلمدغ الفيدراليتين.

## نبذه عامة
تشكل أراضي الرعي أغلبية منطقة شبيلي. تقع ستة من ولاياتها السبع على طول ضفاف نهر شبيلى، الذي يتدفق من المرتفعات عبر المنطقة إلى الصومال. 40-50٪ من السكان يعتمدون على الزراعة المروية، 25-30٪ على الرعي الزراعي و 20-30٪ على الرعي وأقل من 1٪ على أنشطة الخدمات الحضرية. تتميز شبيلي بـ "تضاريس واسعة منبسطة إلى منحدرة بلطف" والتي تمثل حوالي 94٪ من المساحة الإجمالية للمنطقة. ما يقدر بنحو 56 ٪ من مساحة المنطقة تشغلها المراعي التي تتكون من أراضي عشبية مفتوحة، وأراضي شجيرة وشجيرة، وأراضي عشبية مشجرة ، بينما تشغل أراضي الغابات والأعشاب والأدغال 33 ٪. وتعتبر نسبة 11٪ المتبقية صالحة للزراعة أو مزروعة.

## المقاطعات
يمر نهر شبيلي الشهير عبر هذه المنطقة. تضم منطقة شبيلي عشر مقاطعات تتكون من جودي، كيلافو، مستحيل، فيرفير، أدادل، إيمي، دانان، بيركانو، إليلي وأباكارو. شرعت مؤسسة النجاح للإغاثة، في برنامج لترميم وحفر الآبار الضحلة وتحسين عادات الصرف الصحي في المناطق الجيدة في المنطقة الصومالية.

## التركيبة السكانية
بناءً على تعداد عام 2007 الذي أجرته وكالة الإحصاء المركزية لإثيوبيا، يبلغ عدد سكان هذه المنطقة 464253 نسمة، منهم 258558 من الرجال و 205695 امرأة. في حين أن 89593 أو 19.3 ٪ من سكان الحضر ، كان هناك 118608 أو 25.55 ٪ من الرعاة. أكبر مجموعة عرقية تم الإبلاغ عنها في غودي كانت الصوماليين 98.62٪. جميع المجموعات العرقية الأخرى شكلت 1.38٪ من السكان. يتحدث اللغة الصومالية كلغة أولى بنسبة 98.98٪ ؛ تحدث 1.02٪ المتبقية جميع اللغات الأساسية الأخرى المذكورة. 98.76٪ من السكان قالوا إنهم مسلمون.
أفاد تعداد السكان الوطني لعام 1997 أن إجمالي عدد سكان هذه المنطقة بلغ 327156 في 43337 أسرة، منهم 179352 من الرجال و 147804 من النساء؛ كان 70،499 أو 21.55 ٪ من سكانها من سكان الحضر. (يشمل هذا المجموع أيضًا تقديرًا لسكان 21 كيبل ريفي، والتي لم يتم احتسابها؛ قُدر عددهم بـ 31.059 نسمة، منهم 16772 من الرجال و 14287 من النساء. أكبر مجموعة عرقية تم الإبلاغ عنها في غودي كانت الصومالية 99.55 ٪؛ نسبة مماثلة يتحدثون الصومالية 99.16٪ كلغة أساسية. فقط 19702 أو 6.65٪ يعرفون القراءة والكتابة.
وفقًا لمذكرة البنك الدولي الصادرة في 24 مايو 2004 ، فإن 2٪ من سكان Gode يحصلون على الكهرباء، وهذه المنطقة بها كثافة طرق تبلغ 18.3 كيلومترًا لكل 1000 كيلومتر مربع، بينما يبلغ متوسط مساحة الأسرة الريفية 0.8 هكتار من الأرض مقارنة بـ يبلغ المتوسط الوطني 1.01 هكتار من الأراضي وبمعدل 2.25 للمناطق الرعوية.
وما يعادل 2.9 رأس ماشية. يعمل 28.2٪ من السكان في وظائف غير مرتبطة بالزراعة، مقارنة بالمعدل الوطني البالغ 25٪ ومتوسط 28٪ للمناطق الرعوية. يلتحق 42٪ من جميع الأطفال المؤهلين بالمدارس الابتدائية، و 3٪ في المدارس الثانوية. 100٪ من المنطقة معرضة للملاريا ولا شيء لذبابة تسي تسي. أعطت المذكرة هذه المنطقة تصنيف مخاطر الجفاف من 726.

## الزراعة

خريطة مناطق إثيوبيا

في الفترة من 5 إلى 23 نوفمبر 2003، أجرت وكالة الفضاء الكندية أول تعداد زراعي وطني على الإطلاق، كان تعداد الثروة الحيوانية مكونًا مهمًا منه.
بالنسبة للمنطقة الصومالية، أنتجت وكالة الفضاء الكندية أرقامًا تقديرية عن أعداد الماشية الأبقار والأغنام والماعز والإبل والخيليات وتوزيعها عن طريق إجراء مسح جوي. بالنسبة لمنطقة شبيلى، تضمنت نتائجهم:
| المواشي | 165,277 | 4.7                     |
| الأغنام | 517,668 | 42.4 بما في ذلك الماعز  |
| الماعز  | 985,869 | 42.4 بما في ذلك الأغنام |
| الجمال  | 115,498 | 3.3                     |
| الحمير  | 10,758  | 0.3 كل الخيول           |
| البغال  | 58      | 0.3 كل الخيول           |